# Cydistomyia sol
Cydistomyia sol är en tvåvingeart som först beskrevs av Schuurmans Stekhoven 1926.  Cydistomyia sol ingår i släktet Cydistomyia och familjen bromsar. Inga underarter finns listade i Catalogue of Life.